# Tchian du Bouôlay
Le Tchian du Bouôlay ou Tchian du Bouôlé (en français : le chien du Boulay, en anglais : the black dog of bouley) est un chien noir légendaire qui aurait hanté le territoire du Boulay situé dans la Vingtaine du Rondin relevant de la paroisse de La Trinité à Jersey.

## Présentation
Une légende jersiaise raconte l'existence d'un énorme chien noir effrayant et traînant une chaîne derrière lui, qui hanterait les rues et les chemins côtiers. Le vacarme de la chaîne ajouterait à la frayeur des gens surpris par son arrivée face à eux. Le chien ferait alors le tour de ses victimes à grande vitesse afin de les effrayer davantage. Aucun lésion corporelle n'était à déplorer sur les victimes, mais celles-ci étaient retrouvées blottis sur elles-mêmes sur le côté du chemin, en état de choc. Pour cette raison, la moindre mention du fait que le chien avait été entendu dans les parages, suffisait à presser les gens à retourner rapidement vers leurs foyers.
Son apparition annonçait, de plus, l'arrivée d'une tempête.
Cette histoire est censée avoir été colportée par les contrebandiers qui voulaient décourager les déplacements nocturnes de la part de personnes pouvant être témoins des activités de contrebande liées au tabac et au Cognac et transitant par le petit port du Boulay.